# Hemisodorcus sinensis castaneus
Hemisodorcus sinensis castaneus es una subespecie de coleóptero de la familia Lucanidae.

## Distribución geográfica
Habita en Yunnan (China).